# Amonificación

Ciclo completo del nitrógeno

La amonificación es una etapa del ciclo del nitrógeno y consiste en la conversión de los compuestos nitrogenados orgánicos a amoniaco o a ion amonio, NH4+. El nitrógeno en los seres vivos se presenta normalmente en compuestos orgánicos como grupos amino (-NH2), formando parte, principalmente, de los  aminoácidos de las proteínas y de los ácidos nucleicos. Al contrario que otros nutrientes como los hidratos de carbono, que pueden ser transformados y almacenados por los seres vivos, los animales no son capaces de almacenar el nitrógeno, por lo que se deshacen del que tienen en exceso en forma de distintos compuestos. Los organismos acuáticos producen directamente amoníaco (NH3), que en disolución, al pH habitual de las aguas naturales, se convierte en ion amonio, mientras que los animales terrestres producen urea (NH2)2CO, que es muy soluble y se excreta con la orina, o compuestos nitrogenados poco solubles como la guanina y el ácido úrico, que son purinas y que se excretan habitualmente con los excrementos, siendo ésta la forma común en que lo hacen las aves los insectos y en general, los animales que no disponen de un suministro garantizado de agua.
El proceso de amonificación, como en tantos procesos del ciclo del nitrógeno, suele estar intermediado por diferentes tipos de bacterias amonificantes, así como otros microorganismos descomponedores presentes en los ecosistemas terrestres o acuáticos. Estos microorganismos usan las proteínas y los aminoácidos para producir sus propias proteínas y liberan el exceso de nitrógeno en forma de amoníaco (NH3) o ion amonio (NH4+). El ion amonio o el amoniaco, una vez liberado de la materia orgánica, queda así disponible para los procesos de nitrificación y asimilación. 
Los enlaces carbono-nitrógeno de los compuestos orgánicos son relativamente fáciles de romper en las condiciones bioquímicas adecuadas, por lo que la amonificación es un proceso, en cierto modo, bastante rápido, sobre todo si se compara con otros procesos del ciclo del nitrógeno. Generalmente se produce a la vez que el proceso de oxidación de la materia orgánica.Para un aminoácido sencillo, la reacción sería:    
{\displaystyle {\ce {2NH2-CH2-COOH + 3O2 + 2H3O+(aq) -> 2NH4+(aq) + 4CO2 +4H2O}}}